# モーリン・ステイプルトン
モーリン・ステイプルトン（Maureen Stapleton, 1925年6月21日 - 2006年3月13日）は、アメリカ合衆国の女優。アカデミー助演女優賞、エミー賞及びトニー賞（2回）受賞者。

## 来歴
1925年6月21日、ニューヨーク州トロイのアイルランド系カトリック教徒の家庭に生まれる。高等学校卒業後に舞台に立ち始め、早い時期からシリアスなドラマと喜劇の両方で評価された。
ステイプルトンは、ジョエル・マクリーに心酔したことが演劇に導いたと述べている。1946年、バージェス・メレディス制作の『西部の伊達男』でブロードウェイの舞台に立った。
1951年、アンナ・マニャーニの代役を務めたテネシー・ウィリアムズ作の『バラの刺青』でトニー賞を受賞した。以後ステイプルトンはテネシー・ウィリアムズの作品に出演し、その中には『二十七台分の棉花』や『地獄のオルフェ』も含まれる。同時にリリアン・ヘルマンの『古い玩具』にも出演している。1971年ニール・サイモンの『The Gingerbread Lady』で2度目のトニー賞を受賞している。
映画においては、デビュー作である『寂しい心』（1958年）でアカデミー助演女優賞にノミネートされた。また『大空港』（1970年）、『インテリア』（1978年）でも同賞にノミネートされた。そしてついに、1981年『レッズ』でリトアニア出身の女性アナーキスト、エマ・ゴールドマンを演じ、アカデミー助演女優賞を獲得した。
ステイプルトンは以後も新作に挑戦し、『危険なジョニー』や『コクーン』（1985年）などに出演した。
ヘビー・スモーカーだった彼女は2006年3月13日慢性閉塞性肺疾患のため、マサチューセッツ州レノックスの自宅で死去。80歳。

## 主な出演作品

### 映画
| 公開年 | 邦題 原題                                                      | 役名                     | 備考                                                       |
| ------ | -------------------------------------------------------------- | ------------------------ | ---------------------------------------------------------- |
| 1958   | 孤独の旅路 Lonelyhearts                                        | フェイ・ドイル           |                                                            |
| 1960   | 蛇皮の服を着た男 The Fugitive Kind                             | ヴィー・タルボット       |                                                            |
| 1961   | 橋からの眺め Vu du pont                                        | ベアトリス・カーボーン   |                                                            |
| 1963   | バイ・バイ・バーディー Bye Bye Birdie                          | ママ・メエ・ピーターソン |                                                            |
| 1970   | 大空港 Airport                                                 | イネーズ・ゲレロ         | ゴールデングローブ賞 助演女優賞 受賞                       |
| 1971   | おかしなホテル Plaza Suite                                     | カレン・ナッシュ         |                                                            |
| 1975   | スターダストの女王 Queen of the Stardust Ballroom              | ビー・アッシャー         | テレビ映画                                                 |
| 1977   | クリスマス・ツリー The Gathering                               | ケイト                   | テレビ映画                                                 |
| 1978   | インテリア Interiors                                           | パール                   | 全米映画批評家協会賞 助演女優賞                            |
| 1979   | ロスト・アンド・ファウンド Lost and Found                      | ジェミー                 |                                                            |
| 1981   | ダービー・キッド On the Right Track                            | メアリー                 |                                                            |
| 1981   | 殺しのファンレター The Fan                                     | ベル・ゴールドマン       |                                                            |
| 1981   | レッズ Reds                                                    | エマ・ゴールドマン       | アカデミー助演女優賞 受賞 英国アカデミー賞 助演女優賞 受賞 |
| 1984   | 新センチメンタル・ジャーニー Sentimental Journey               | ルーシー                 | テレビ映画                                                 |
| 1984   | 暗黒街の人気モノ/マシンガン・ジョニー Johnny Dangerously       | マ・ケリー               |                                                            |
| 1985   | コクーン Cocoon                                                | マリリン・ラケット       |                                                            |
| 1985   | ケリー・マクギリスの プライベート・セッション Private Sessions | リズ・ボルジャー         | テレビ映画                                                 |
| 1986   | マネー・ピット The Money Pit                                   | エステル                 |                                                            |
| 1986   | 心みだれて Heartburn                                           | ヴェラ                   |                                                            |
| 1987   | ホテル・ロレイン Sweet Lorraine                                | リリアン・ガーバー       |                                                            |
| 1987   | メイド・イン・ヘブン Made in Heaven                            | リサ                     |                                                            |
| 1987   | ナッツ Nuts                                                    | ローズ                   |                                                            |
| 1988   | SFモンド・ムービー/エイリマン Doin' Time on Planet Earth       | ヘリウム風船の売り子     |                                                            |
| 1988   | コクーン2/遥かなる地球 Cocoon: The Return                      | マリリン・ラケット       |                                                            |
| 1992   | お葬式だよ全員集合! Passed Away                                | メアリー                 |                                                            |
| 1992   | ミス・ローズホワイトの秘密 Miss Rose White                     | タンタ                   | テレビ映画                                                 |
| 1993   | マミー・マーケット Trading Mom                                 | Mrs. Cavour              |                                                            |
| 1997   | 恋におぼれて Addicted to Love                                  | ナナ                     |                                                            |